# 夏洛特·福萊爾
夏洛特·福萊爾（英語：Charlotte Flair，1986年4月5日—），本名艾希莉·伊麗莎白·福萊爾（英語：Ashley Elizabeth Fliehr），是一名美國職業摔角選手、作家和女演員，目前受聘於世界摔角娛樂(WWE)，隸屬於SmackDown品牌。
她是第二代的職業摔角選手，是WWE名人堂成員瑞克·福萊爾的女兒。2012年，福萊爾開始在WWE進行培訓，並於2013年在其發展品牌NXT中首次亮相。2014年，她贏得NXT女子冠軍，並被職業摔角畫報（PWI）評為年度最佳新秀。在2015年晉升為WWE的主力陣容之後，福萊爾拿過最後一屆WWE麗人冠軍、五次WWE Raw女子冠軍和六次WWE SmackDown女子冠軍。她是第一位也是唯一一位在WWE中擁有全部四項單打冠軍的女子摔角選手。福萊爾還贏得2020年和2025年女子皇家大戰。
夏洛特曾在世界摔角娛樂付費收看節目單打賽事創下16連勝的紀錄，直到2017年極速賽道，夏洛特才在被薩莎·班克斯干擾的情況下被貝莉擊敗。
2022/12/30夏洛特時隔七個月回歸WWE,並在那晚的SmackDown擊敗Ronda贏得第14次女子冠軍。

## 早期生活
福萊爾生於北卡羅來納州的夏洛特，與瑞克·福萊爾和他的前妻伊麗莎白·哈雷爾（Elizabeth Harrell）在一起。她有一個較大的同父異母姐姐梅根（Megan）和一個較大的同父異母兄弟大衛·福萊爾，而她的弟弟里德·福萊爾已於2013年3月29日去世。福萊爾在普羅維登斯中學期間贏得了兩次NCHSAA 4A州排球錦標賽冠軍，並且是球隊的隊長和2004-2005年的年度最佳球員。她在北卡羅來納州波尼的阿巴拉契亞州立大學就讀，並於2005和2006賽季打過排球，之後轉到北卡羅來納州立大學，並於2008年春季獲得公共關係理學學士學位，在成為摔角選手之前，還曾是一名合格的私人教練。

## 職業摔角生涯

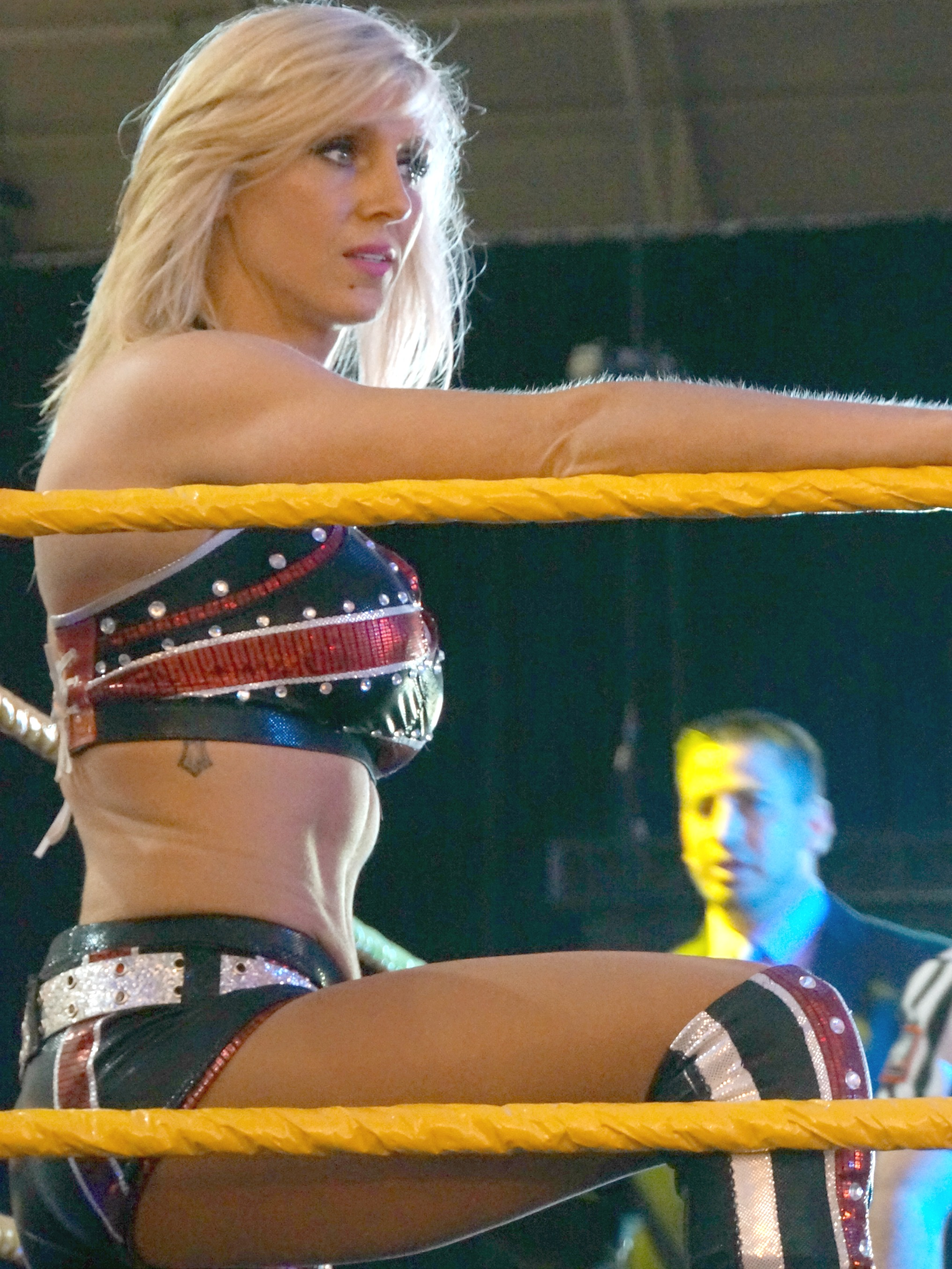
2014年4月的夏洛特

在2017年4月2日的摔角狂熱危機四伏戰上，夏洛特在最後再度被衛冕者貝莉擊敗。而隨後她來到了SmackDown。在經過近半年的奮鬥後，夏洛特成功擊敗娜塔莉雅，成為第二位都有拿過Raw和SmackDown兩大品牌女子冠軍腰帶的選手，並在強者生存大賽中的冠軍對戰中，代表SmackDown擊敗Raw的阿歷薩·布利斯。

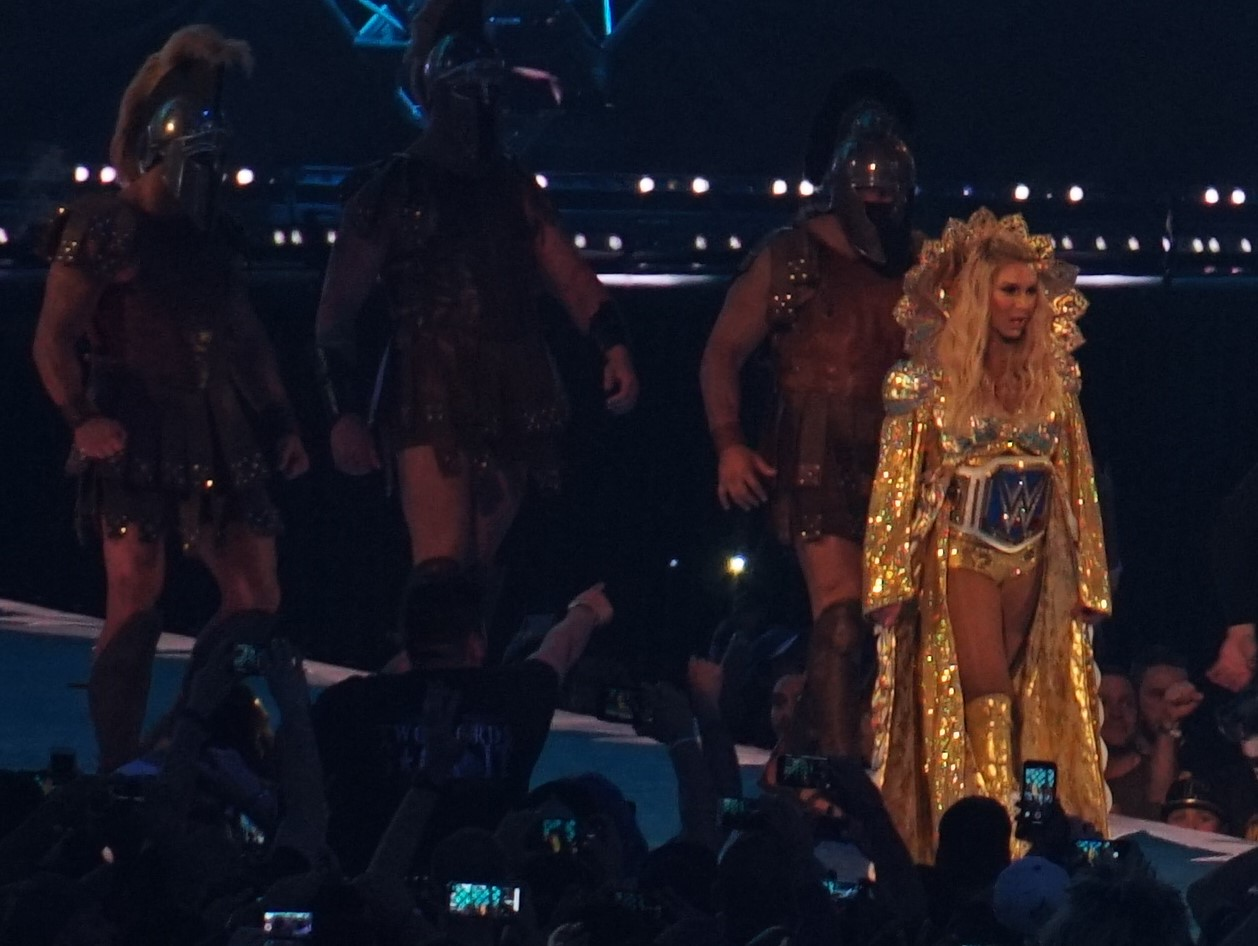
夏洛特以WWE SmackDown女子冠軍的身份於摔角狂熱34出場

在2019年的WWE選秀，福萊爾被選入Raw品牌。
在2020年1月26日的皇家大戰上，福萊爾最終淘汰了沙伊納·巴斯勒，贏得了女子皇家大戰。福萊爾花了數週的時間評論自己在摔角狂熱36上的冠軍對手，導致與NXT女子冠軍崔·李普利在Raw和NXT上發生對抗。在2月16日舉行的NXT TakeOver：波特蘭比賽中，李普利在對上比安卡·貝萊爾的比賽中獲勝，福萊爾隨後從後面攻擊李普利，並接受了李普利的挑戰，要在摔角狂熱36挑戰NXT女子冠軍頭銜，隨後又襲擊了貝萊爾。在摔角狂熱上，福萊爾擊敗李普利，奪得了她生涯第二次的NXT女子冠軍，這是她在WWE獲得的第十二個女子冠軍頭銜。
2025年2月1日，二度赢得女子皇家大战。

## 個人生活
福萊爾於2008年9月5日在北卡羅來納州教堂山被捕，原因是在她與當時的男友和她的父親激烈的爭執之後，襲擊警察。她承認較輕的指控，被判處45天監禁，緩刑並處以200美元的罰款。
2010年5月福萊爾與里基·約翰遜（Riki Johnson）結婚，他們於2013年1月離婚。2013年福萊爾與同樣也是摔角選手的湯瑪士·拉蒂默（Thomas Latimer）結婚，後者以他的擂台名布萊姆聞名，他們於2015年10月結束婚姻關係。2020年1月1日，夏洛特與同樣也是WWE摔角選手的安德拉德訂婚。2024年10月，夏洛特与安德拉德正式离婚。

## 影視作品
| 年份 | 標題           | 角色             | 備註     |
| ---- | -------------- | ---------------- | -------- |
| 2017 | 《心理：電影》 | Heather Rockrear | 電視電影 |

## 冠軍經歷及成就
- CBS體育
  - WWE年度最佳比賽（2018年）在桌子、梯子、椅子對決華名（英语：Asuka (wrestler)）對決貝基·林奇（英语：Becky Lynch）
- 職業摔角畫報
  - 年度爭執（2016年）對決薩莎·班克斯
  - 年度最佳新秀（2014年）
  - 年度女子選手（2016年）
  - 在2016年前50名女性摔角選手中排名第1名
- 運動畫刊
  - 在2018年年度十大女子摔角選手中排名第二名
- 摔角觀察員通訊
  - 年度最差爭執（2015年）PCB團隊對決B.A.D團隊對決貝拉雙嬌
- 世界摔角娛樂
  - NXT女子冠軍（兩次）
  - WWE麗人冠軍（一次）
  - WWE Raw女子冠軍（六次）
  - WWE SmackDown女子冠軍（七次）
  - WWE女子雙打冠軍（一次，與華名）
  - 女子皇家大戰（2020年、2025年）

## 外部連結
- 夏洛特·福萊爾在WWE官方網站的介紹 （页面存档备份，存于）（英文）
- 夏洛特·福萊爾在互联网电影资料库（IMDb）上的資料（英文）